# Taekwondo-Europameisterschaften 2018
Die Taekwondo-Europameisterschaften 2018 fanden vom 10. bis 13. Mai 2018 in Kasan, Russland, statt. Veranstaltet wurden die Titelkämpfe von der European Taekwondo Union (ETU). Insgesamt fanden 16 Wettbewerbe statt, jeweils acht bei Frauen und Männern in unterschiedlichen Gewichtsklassen.
Erfolgreichste Nation war Gastgeber Russland mit viermal Gold, fünfmal Silber und sechsmal Bronze, vor der Türkei und Kroatien. Deutsche Medaillengewinner, jeweils mit Bronze, waren Alexander Bachmann, Madeline Folgmann und Rabia Gülec.

## Medaillengewinner

### Frauen
| Gewichtsklasse | Gold                 | Silber             | Bronze               |
| -------------- | -------------------- | ------------------ | -------------------- |
| - 46 kg        | Rukiye Yıldırım      | Dina Pouryounes    | Jordyn Smith         |
| - 46 kg        | Rukiye Yıldırım      | Dina Pouryounes    | Iryna Romoldanowa    |
| - 49 kg        | Kristina Tomić       | Natalja Antipenko  | Patimat Abakarova    |
| - 49 kg        | Kristina Tomić       | Natalja Antipenko  | Yasmina Aziez        |
| - 53 kg        | Tatjana Kudaschowa   | Inese Tarvida      | Tijana Bogdanović    |
| - 53 kg        | Tatjana Kudaschowa   | Inese Tarvida      | Madeline Folgmann    |
| - 57 kg        | Jade Jones           | Hatice Kübra İlgün | Patrycja Adamkiewicz |
| - 57 kg        | Jade Jones           | Hatice Kübra İlgün | Marija Štetić        |
| - 62 kg        | Irem Yaman           | Marta Calvo        | Rabia Gülec          |
| - 62 kg        | Irem Yaman           | Marta Calvo        | Kristina Beroš       |
| - 67 kg        | Lauren Williams      | Nur Tatar          | Polina Chan          |
| - 67 kg        | Lauren Williams      | Nur Tatar          | Daniela Rotolo       |
| - 73 kg        | Nafia Kuş            | Arina Schiwotkowa  | Iva Radoš            |
| - 73 kg        | Nafia Kuş            | Arina Schiwotkowa  | Cecilia Castro       |
| + 73 kg        | Aleksandra Kowalczuk | Bianca Walkden     | Olga Iwanowa         |
| + 73 kg        | Aleksandra Kowalczuk | Bianca Walkden     | Sude Bulut           |

### Männer
| Gewichtsklasse | Gold              | Silber          | Bronze             |
| -------------- | ----------------- | --------------- | ------------------ |
| - 54 kg        | Adrián Vicente    | Magomed Gagijew | Vito Dell’Aquila   |
| - 54 kg        | Adrián Vicente    | Magomed Gagijew | Deniz Dağdelen     |
| - 58 kg        | Michail Artamonow | Jesús Tortosa   | Waleri Schimanow   |
| - 58 kg        | Michail Artamonow | Jesús Tortosa   | Stepan Dimitrov    |
| - 63 kg        | Lovre Brečić      | Hakan Reçber    | Bradly Sinden      |
| - 63 kg        | Lovre Brečić      | Hakan Reçber    | Deni Andrun Razić  |
| - 68 kg        | Christian McNeish | Sarmat Zakojew  | Karol Robak        |
| - 68 kg        | Christian McNeish | Sarmat Zakojew  | Wjatscheslaw Minin |
| - 74 kg        | Toni Kanaet       | Muhammed Yıldız | Piero Marić        |
| - 74 kg        | Toni Kanaet       | Muhammed Yıldız | Peter Longobardi   |
| - 80 kg        | Maxim Chramzow    | Aaron Cook      | Milad Beigi        |
| - 80 kg        | Maxim Chramzow    | Aaron Cook      | Richard Ordemann   |
| - 87 kg        | Wladislaw Larin   | Daniel Ros      | Ivan Trajković     |
| - 87 kg        | Wladislaw Larin   | Daniel Ros      | Alexander Bachmann |
| + 87 kg        | Radik İsayev      | Roman Kusnezow  | Oleg Kusnezow      |
| + 87 kg        | Radik İsayev      | Roman Kusnezow  | Juri Kiritschenko  |

## Medaillenspiegel
| Platz  | Land                   | Gold | Silber | Bronze | Gesamt |
| ------ | ---------------------- | ---- | ------ | ------ | ------ |
| 1      | Russland               | 4    | 5      | 6      | 15     |
| 2      | Türkei                 | 3    | 4      | 2      | 9      |
| 3      | Kroatien               | 3    | −      | 5      | 8      |
| 4      | Vereinigtes Königreich | 3    | 1      | 3      | 7      |
| 5      | Spanien                | 1    | 3      | 1      | 5      |
| 6      | Aserbaidschan          | 1    | −      | 2      | 3      |
| 6      | Polen                  | 1    | −      | 2      | 3      |
| 8      | Moldau                 | −    | 1      | 1      | 2      |
| 9      | Lettland               | −    | 1      | −      | 1      |
| 9      | Niederlande            | −    | 1      | −      | 1      |
| 11     | Deutschland            | −    | −      | 3      | 3      |
| 12     | Italien                | −    | −      | 2      | 2      |
| 13     | Frankreich             | −    | −      | 1      | 1      |
| 13     | Norwegen               | −    | −      | 1      | 1      |
| 13     | Serbien                | −    | −      | 1      | 1      |
| 13     | Slowenien              | −    | −      | 1      | 1      |
| 13     | Ukraine                | −    | −      | 1      | 1      |
| Gesamt | Gesamt                 | 16   | 16     | 32     | 64     |